# 1728

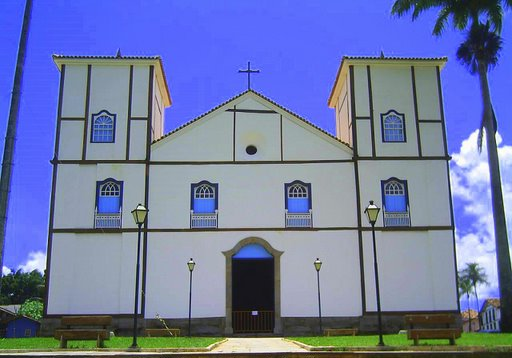
Igreja Matriz de Nossa Senhora do Rosário, Matriz de Pirenópolis.

- Wikisource

| Calendário gregoriano                                                        | 1728 MDCCXXVIII                      |
| Ab urbe condita                                                              | 2481                                 |
| Calendário arménio                                                           | 1177 – 1178                          |
| Calendário bahá'í                                                            | -116 – -115                          |
| Calendário budista                                                           | 2272                                 |
| Calendário chinês                                                            | 4424 – 4425 Início a 10 de fevereiro |
| Calendário copta                                                             | 1444 – 1445                          |
| Calendário etíope                                                            | 1720 – 1721                          |
| Calendários hindus - Vikram Samvat - Calendário nacional indiano - Cáli Iuga | 1783 – 1784 1649 – 1650 4828 – 4829  |
| Calendário Holoceno                                                          | 11728                                |
| Calendário islâmico                                                          | 1141 – 1142                          |
| Calendário judaico                                                           | 5488 – 5489                          |
| Calendário persa                                                             | 1106 – 1107                          |
| Calendário rúnico                                                            | 1978                                 |
| Calendário solar tailandês                                                   | 2271                                 |

1728 (MDCCXXVIII, na numeração romana)  foi um ano bissexto do século XVIII do actual Calendário Gregoriano, da Era de Cristo, e as suas letras dominicais foram D e C (53 semanas), teve  início a uma quinta-feira e terminou a uma sexta-feira.
| Ano completo                           |
| -------------------------------------- |
| Ano bissexto com início à quinta-feira |

## Eventos
- Fundação da Irmandade do Santíssimo (Pirenópolis). Início da construção da Igreja Matriz de Nossa Senhora do Rosário, em Pirenópolis.
- 10 de Setembro - Confirmação da criação do curato de Santa Clara em Ponta Delgada, ilha de São Miguel, Açores.
- Início da abertura do Caminho dos Conventos, na atual região de Araranguá, sul do Brasil.

## Nascimentos
- 26 de Agosto - Johann Heinrich Lambert, matemático (m. 1777)
- 27 de Outubro - James Cook, explorador britânico (m. 1779)

## Mortes
- 15 de agosto - Marin Marais, violista, gambista e compositor francês de música erudita (* 1656)
- 9 de Dezembro - Nuno Marques Pereira, padre e escritor luso-brasileiro do barroco (n. 1652).

## Por tema
- 1728 na ciência